# Roger Ross Williams

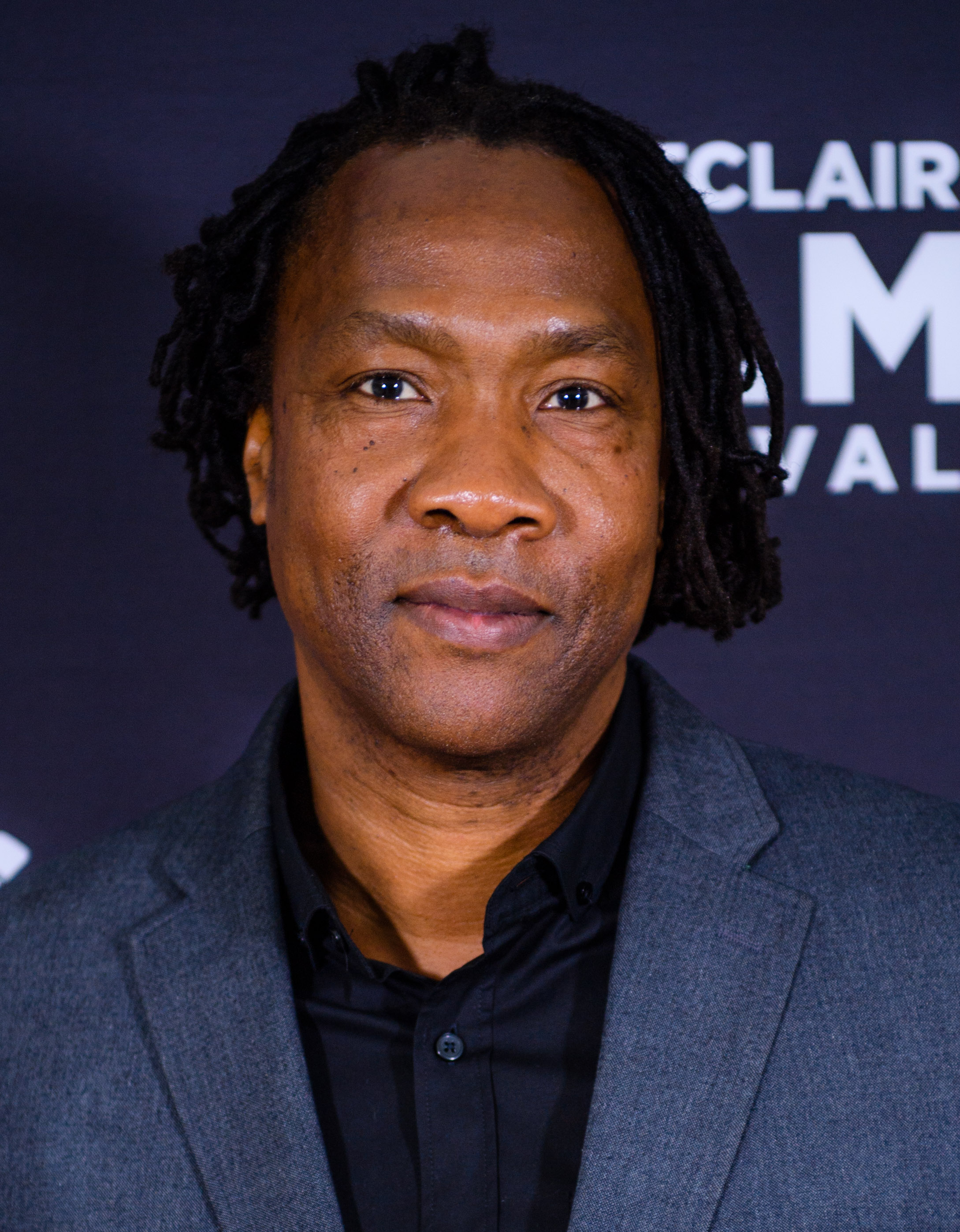

Roger Ross Williams (Easton, Pensilvânia, 16 de setembro de 1973) é um cineasta, produtor cinematográfico e escritor americano. Como reconhecimento, foi nomeado ao Oscar 2017 na categoria de Melhor Documentário em Longa-metragem por Life, Animated.